# Joop Los
Johannes (Joop) Los (Oegstgeest, 11 mei 1922 – Weesp, 9 januari 2009) was een Nederlands natuurkundige, hoogleraar aan de Universiteit van Amsterdam en directeur van het onderzoeksinstituut AMOLF in Amsterdam. Hij promoveerde in 1963 aan de Universiteit Leiden op het proefschrift De scheiding van zware isotopen in een centrifugaal veld bij professor Jacob Kistemaker.

## Leven en werk
Na de middelbare school werd hij opgeleid tot stuurman op de grote vaart, maar in 1948 besloot hij natuurkunde te gaan studeren. Hij haalde een kandidaatsexamen aan de Rijksuniversiteit Leiden en een cum laude doctoraal aan de Universiteit van Amsterdam in 1956. In 1952 solliciteerde hij als student in Amsterdam bij professor Jaap Kistemaker aan het nieuwe Laboratorium voor Massaspectrografie, het latere FOM-Instituut voor Atoom- en Molecuulfysica, waar hij opklom van student tot wetenschappelijk medewerker (1955), onderdirecteur (1969), wetenschappelijk directeur (1978), en algemeen directeur (1982), en na zijn emeritaat in 1987 was hij adviseur. In 1969 werd bij bijzonder hoogleraar in de Atoom- en Molecuulfysica aan de Universiteit van Amsterdam.
Zijn proefschrift ging over de beheersing van gaswervels in de gas-ultracentrifuge voor de verrijking van uranium, van belang voor onder meer het latere URENCO. Het proefschrift besprak bijna geen experimenten vanwege de geheimhouding in NAVO-verband, maar leidde wel tot 15 patenten en behandelde de eigenfrequenties van sneldraaiende lange trommels. Daarna verlegde hij zijn onderzoek naar de dynamica van botsingen van atomen en moleculen bij lage energieën – typisch van 1 tot 30 eV, eerst tussen alkali– en halogeenatomen maar later ook tussen kleine moleculen en oppervlakken. Los was geïnteresseerd in kwantumverschijnselen als interferentie en oscillaties. Nobelprijswinnaar Yuan Lee zou ooit tegen collega-Nobelprijswinnaar Ahmed Zewail gezegd hebben, dat Los Zewails werk eigenlijk al eerder gedaan had.
Ten slotte begon Los een nieuw onderzoeksgebied, de translatiespectroscopie met de microkanaalplaat, een nieuw soort deeltjesdetector. Hiermee kon zowel de positie als de snelheid van deeltjes bepaald worden.

## Promoties
Alle promoties met Joop Los als promotor waren aan de Universiteit van Amsterdam, tenzij hieronder anders vermeld.
| Promovendus                                                  | Proefschrift | Jaar #afstammelingen |
| ------------------------------------------------------------ | --- | -------------------- |
| Bierman, Dick J. copromotor Jacob Kistemaker                 | Inelastic Energy Losses During Multi keV Ion-Atom Collisions                                                                                     | 1972 1               |
| Brouwers, Bert (Jozef Johannes Hubertus) Universiteit Twente | On the Motion of a Compressible Fluid in a Rotating Cylinder                                                                                     | 1976 1               |
| Kistemaker, Pieter G.                                        | Rotational Relaxation Times in Mixtures Containing CH4, N2 and their Isotopes                                                                    | 1974                 |
| Kleyn, Aart Willem                                           | Vibronic excitation in atom molecule collisions                                                                                                  | 1980                 |
| Politiek, Jarig copromotor Jacob Kistemaker                  | Total Elastic Cross-Sections for Scattering of Potassium by Noble Gases in the Electron-Volt Region: Alkali Beams Obtained by Cathode Sputtering | 1970                 |
| Siebbeles, Laurens D.A.                                      | Anisotropy in the photodissociation of H2 : a subtle probe of resonances                                                                         | 1991                 |
| van Veen, Gerardus N.A. Universiteit Utrecht                 | Excited Species from Photofragmentation (Type B)                                                                                                 | 1984                 |
| de Vries, Mattanjah Sjim'on                                  | Half collisions by photodissociation | 1980                 |
| van der Zande, Willem Joan                                   | Energy redistribution in the dissociation of low Rydberg states of HeH and O2                                                                    | 1988                 |

## Eerbewijzen
Los was lid van Koninklijke Nederlandse Akademie van Wetenschappen, winnaar van de Fysica-prijs, een prijs van de Nederlandse Natuurkundige Vereniging en de Stichting Physica, en ontving een eredoctoraat van de Universidade Nova de Lisboa in Lissabon.